# Steve Hirschi
Steve Hirschi (* 18. September 1981 in Grosshöchstetten) ist ein ehemaliger Schweizer Eishockeyspieler, der den Großteil seiner Karriere beim HC Lugano in der Schweizer National League A aktiv war. Der größte Erfolg seiner Karriere war die Schweizer Meisterschaft mit dem HC Lugano im Jahre 2006. Mit der Schweizer Eishockeynationalmannschaft nahm er unter anderem an den Olympischen Winterspielen 2006 in Turin teil.

## Karriere
Steve Hirschi begann seine Karriere als Eishockeyspieler in der Jugend der SCL Tigers, für deren Profimannschaft er in der Saison 1998/99 sein Debüt in der Nationalliga A gab. Nach fünf Jahren für Langnau in der NLA wechselte der Verteidiger vor der Saison 2003/04 zu deren Ligarivalen HC Lugano. Für Lugano spielt Hirschi seither und wurde 2006 erstmals in seiner Laufbahn Schweizer Meister.
Im Februar 2017 gab der HCL bekannt, dass der langjährige Kapitän der «Bianconeri» seine Spielerkarriere mit dem Ende der Saison 2016/17 beenden würde, um in Luganos Nachwuchsabteilung als Trainer zu arbeiten.
Seit der Saison 2022/23 ist er als Assistenztrainer bei den SCL Tigers tätig.

### International
Für die Schweiz nahm Hirschi an der U18-Junioren-Weltmeisterschaft 1999 sowie der U20-Junioren-Weltmeisterschaft 2001 teil. Des Weiteren stand er im Aufgebot der Schweiz bei den Weltmeisterschaften 2002, 2004 und 2007, sowie den Olympischen Winterspielen 2006 in Turin.

## Erfolge und Auszeichnungen
- 2006 Schweizer Meister mit dem HC Lugano